# Chiesa di San Giovanni Battista (Chiaromonte)
La chiesa Madre di san Giovanni Battista, patrono di Chiaromonte, è un luogo di culto che si trova nella piazza principale del centro lucano, risalente al XII- XIII secolo.

## Interventi di restauro
Gli edifici ecclesiastici che oggi è possibile vedere si sono conservati nel tempo subendo però diversi restauri che hanno comunque solo in parte modificato le loro originarie vestigia. Sembrerebbe, tuttavia, essere certa la loro funzione, sorti già da principio per assolvere agli impegni religiosi della Chiaromonte di piena età medievale. Le stesse fonti documentarie, a noi pervenute, ci informano di come essi si siano conservati, eccezion fatta per lievi modifiche che non hanno comunque stravolto l’assetto planimetrico originario. La chiesa è stata modificata più volte nella sua struttura, e l’aspetto attuale consegue agli interventi del 1790, nel corso dei quali fu rifatta quasi integralmente, con relativa consacrazione ad opera del vescovo Salvatore Vecchioni come risultava dalla lapide apposta presso l’ingresso della sagrestia. È opportuno rammentare, inoltre, che l’Arciprete D. Raffaele Pozzi nel 1902, come si poteva leggere su una lapide marmorea affissa a destra della porta della sacrestia, rinnovò il pavimento della chiesa e restaurò a sue spese, non solo l’antico coro ligneo intarsiato, ma anche l’organo, di cui fa menzione già l’Apprezzo del Gallarano nel XVII secolo. L’organo, fatto restaurare da D. Raffaele Pozzi, era databile al 1600 ed era stato donato dal vescovo Bernardo Giustiniani alla chiesa Madre; di esso si fa cenno anche nel verbale di visita pastorale del 1621 del vescovo Alfonso Giglioli: “In ecclesia ex[tat or]ganum exiguę formę, sed pręstantis, quod donavit Rev.mus Predecessor [Justinianus] cum onere imposito communitati sacerdotum, ut celebrent unam missam qualibet hebdomada, prout ex Instrumento” . Dopo gli interventi del 1790, del 1838, (ricostruzione del coro crollante), del 1855/56 (riparazioni generali), la volta della chiesa Madre, verso la metà del 1800, fu dipinta da Antonio Cascino, pittore lagonegrese. I dipinti rappresentano episodi della Vita di Gesù, del Battista e due Santi